# ARICNS
ARICNS (англ. ARI Database for Nearby Stars) — астрономическая база данных ближайших к Солнцу звёзд института в Гейдельберге (ARI). Она основана на двух источниках: на работе астрономов Вильгельма Глизе и Хартмута Ярайса «Preliminary Version of the Third Catalogue of Nearby Stars» и каталоге Hipparcos. База данных дважды публиковалась — в 1957 (CNS1) и 1969 (CNS2) гг. Также вышла электронная версия на компакт-диске (CNS3) в 1991 году. В данный момент существует онлайн-версия базы данных.